# Birmingham Classic 2022
Birmingham Classic 2022 (còn được biết đến với Rothesay Classic Birmingham vì lý do tài trợ) là một giải quần vợt nữ thi đấu trên mặt sân cỏ ngoài trời. Đây là lần thứ 40 giải đấu được tổ chức, và là một phần của WTA 250 trong WTA Tour 2022. Giải đấu diễn ra tại Edgbaston Priory Club ở Birmingham, Vương quốc Liên hiệp Anh và Bắc Ireland, từ ngày 13–19 tháng 6 năm 2022.

## Điểm và tiền thưởng

### Phân phối điểm
| Sự kiện | VĐ  | CK  | BK  | TK | Vòng 1/16 | Vòng 1/321 | Q  | Q2 | Q1 |
| Đơn nữ  | 280 | 180 | 110 | 60 | 30        | 1          | 18 | 12 | 1  |
| Đôi nữ  | 280 | 180 | 110 | 60 | 1         | —          | —  | —  | —  |

### Tiền thưởng
| Sự kiện  | VĐ      | CK      | BK      | TK     | Vòng 1/16 | Vòng 1/32 | Q2     | Q1     |
| Đơn nữ   | $29,800 | $16,398 | $10,100 | $5,800 | $3,675    | $2,675    | $1,950 | $1,270 |
| Đôi nữ * | $10,300 | $6,000  | $3,800  | $2,300 | $1,750    | —         | —      | —      |

1Tiền thưởng vượt qua vòng loại cũng là tiền thưởng vòng 1/32.

*mỗi đội

## Nội dung đơn

### Hạt giống
| Quốc gia | Tay vợt          | Xếp hạng1 | Hạt giống |
| -------- | ---------------- | --------- | --------- |
| LAT      | Jeļena Ostapenko | 16        | 1         |
| ROU      | Simona Halep     | 20        | 2         |
| ITA      | Camila Giorgi    | 26        | 3         |
| BEL      | Elise Mertens    | 29        | 4         |
| CZE      | Petra Kvitová    | 31        | 5         |
| ROU      | Sorana Cîrstea   | 34        | 6         |
| USA      | Alison Riske     | 40        | 7         |
| CHN      | Zhang Shuai      | 41        | 8         |

- 1 Bảng xếp hạng vào ngày 6 tháng 6 năm 2022. [2]

### Vận động viên khác
Đặc cách:
- Katie Boulter
- Harriet Dart
- Petra Kvitová[3]

Vượt qua vòng loại:
- Jana Fett
- Rebecca Marino
- Caty McNally
- Lesia Tsurenko
- CoCo Vandeweghe
- Donna Vekić

Thua cuộc may mắn:
- Aleksandra Krunić

### Rút lui
Trước giải đấu
- Yulia Putintseva → thay thế bởi  Kaja Juvan
- Emma Raducanu → thay thế bởi  Dayana Yastremska
- Mayar Sherif → thay thế bởi  Viktorija Golubic
- Sara Sorribes Tormo → thay thế bởi  Petra Martić
- Sloane Stephens → thay thế bởi  Caroline Garcia
- Clara Tauson → thay thế bởi  Magdalena Fręch
- Ajla Tomljanović → thay thế bởi  Aleksandra Krunić

## Nội dung đôi

### Hạt giống
| Quốc gia | Tay vợt           | Quốc gia | Tay vợt          | Xếp hạng1 | Hạt giống |
| -------- | ----------------- | -------- | ---------------- | --------- | --------- |
| BEL      | Elise Mertens     | CHN      | Zhang Shuai      | 5         | 1         |
| UKR      | Lyudmyla Kichenok | LAT      | Jeļena Ostapenko | 41        | 2         |
| CZE      | Lucie Hradecká    | IND      | Sania Mirza      | 41        | 3         |
| JPN      | Shuko Aoyama      | TPE      | Chan Hao-ching   | 63        | 4         |

- 1 Bảng xếp hạng vào ngày 6 tháng 6 năm 2022.

### Vận động viên khác
Đặc cách:
- Harriet Dart /  Sarah Beth Grey

### Rút lui
Trước giải đấu
- Anna Danilina /  Beatriz Haddad Maia → thay thế bởi  Alicia Barnett /  Olivia Nicholls
- Katarzyna Piter /  Kimberley Zimmermann → thay thế bởi  Katarzyna Kawa /  Katarzyna Piter

## Nhà vô địch

### Đơn
- Beatriz Haddad Maia đánh bại  Zhang Shuai, 5–4, bỏ cuộc

### Đôi
- Lyudmyla Kichenok /  Jeļena Ostapenko đánh bại  Elise Mertens /  Zhang Shuai, bỏ cuộc trước trận đấu